# Liolaemus heliodermis
Liolaemus heliodermis — вид ігуаноподібних ящірок родини Liolaemidae. Ендемік Аргентини.

## Поширення і екологія
Liolaemus heliodermis відомі з типової місцевості, розташованої в департаменті Тафі-дель-Вальє в провінції Тукуман, на висоті 2820 м над рівнем моря. Вони живуть у високогірних чагарникових заростях пре-пуни.